# ISO 19011
L'ISO 19011 est une norme internationale concernant les audits des systèmes de management. Elle a été publiée en 2002, puis révisée en 2011 et 2018, par l'organisation internationale de normalisation (ISO). Son titre en français est Lignes directrices pour l'audit des systèmes de management. Elle ne fait pas l'objet d'une certification.

## Historique
La première édition de la norme, l'ISO 19011:2002, annule et remplace 6 autres normes :
| Identifiant de la norme remplacée | Titre de la norme remplacée |
| --------------------------------- | --- |
| ISO 10011-1:1990                  | Lignes directrices pour l'audit des systèmes qualité Partie 1: Audit                                                             |
| ISO 10011-2:1991                  | Lignes directrices pour l'audit des systèmes qualité Partie 2: Critères de qualification pour les auditeurs de systèmes qualité) |
| ISO 10011-3:1991                  | Lignes directrices pour l'audit des systèmes qualité Partie 3: Gestion des programmes d'audit                                    |
| ISO 14010:1996                    | Lignes directrices pour l'audit environnemental — Principes généraux                                                             |
| ISO 14011:1996                    | Lignes directrices pour l'audit environnemental — Procédures d'audit — Audit des systèmes de management environnemental          |
| ISO 14012:1996                    | Lignes directrices pour l'audit environnemental — Critères de qualification pour les auditeurs environnementaux                  |

## Description
L'ISO 19011 fournit des lignes directrices concernant les audits de systèmes de management. La norme s'adresse aux organismes qui établissent des programmes d’audit et réalisent des audits de systèmes de management existants. L'ensemble du cycle de vie des systèmes de management y est couvert, de l'ébauche à l'évaluation. Elle s’applique aux audits internes et externes ainsi qu'aux audits de certification.
La norme énonce 7 grands principes de l'audit:
1. Conscience professionnelle -> L'auditeur doit prendre en compte la confiance que lui apporte son client et ne pas prendre à la légère sa mission d'audit. Il doit prendre des décisions claires et avisées.
2. Déontologie -> L'auditeur doit être honnête et responsable lors de réalisation de sa mission. Il doit la réaliser avec sérieux et minutie.
3. Confidentialité -> L'auditeur devra respecter les règles de confidentialités pour toutes les données qu'on lui transmettra ou qu'il récoltera durant l'audit. Il doit les protéger et ne pas les utiliser de manière inapproprié.
4. Indépendance -> L'auditeur est tenu d'être objectif durant toute la durée de l'audit. Il ne doit pas y avoir de conflit d'intérêt entre l'auditeur et l'audité. Ils doivent être tous les deux indépendants.
5. Présentation impartiale -> L'auditeur doit restituer ses constats et conclusions dans son rapport de manière objective, claire, précise, juste et honnête.
6. Approche par les risques -> L'auditeur doit prendre en compte l'approche par les risques durant toutes les étapes de planification, réalisation et rédaction du rapport d’audit. Il doit également incorporer les opportunités dans l’ensemble du cycle de vie du processus d’audit.  C'est important afin de s'assurer que l'audit permette de réaliser les objectifs du programme d’audit.
7. Approche fondée sur la preuve -> L'auditeur va chercher durant l'audit les preuves de conformité au référentiel, aux exigences applicables de l’audité. Elles doivent être vérifiables et conduire à des conclusions d’audit fiables et reproductibles.